# Тъмница
Тъмницата е килия или клетка, в която затворниците се държат предимно под земята.
Най-често се свързват със средновековните замъци, макар че асоциацията с мъчения вероятно се дължи повече на ренесансовия период. Ублиетът е вид тъмница, в която може да се достигне единствено чрез люк в най-горната част на тавана. Представата за тъмни, влажни тъмници като сцена на продължителна самота и ужасна жестокост се използва изключително много в съвремието.

## История
Малък брой нормандски донжони в английските замъци в началото имат и затвор, но са по-често срещани в Шотландия. Затварянето в тъмници не е често срещано наказание през Средновековието, така че повечето затворници чакат висящи дела или изпълнението на присъдата или са затворени поради политически причини.
Затворниците с висок статут, като благородници например, по принцип не се държат в тъмници, а живеят до известна степен комфортно в стаи из замъците. Кулата на Лондон е известен затвор за политически затворници, а в замъка Понтифракт престояват Томас Ланкастърски (1322), Ричард II (1400), Джеймс I Шотландски (1405-1424) и Шарл, херцог Орлеански (1417-1430).
Построените затворнически килии в замъците се срещат все по-често след XII век, когато се строят в сградите около портите, като често под тях има и големи ублиети.

## Характерни черти
Макар че множество истински тъмници представляват просто празна стая с тежка врата или входен люк (на тавана или пода), използването на тъмниците за мъчения, както и асоциацията им с общочовешкия страх от затваряне в тъмнина и под земята, правят тъмниците силна метафора за голям брой контексти. Тъмниците се свързват с подземни комплекси от килии и стаи за мъчения. Като резултат броят на тъмничните помещения в замъците често бива преувеличен, за да се събуди интересът на туристите. Много от стаите, описвани като тъмници или ублиети, са всъщност складови помещения, водни цистерни или дори отходни места.
Пример за популярния термин „ублиет“ (на френски: oubliette, „забравено място“) е изключително клаустрофобичната килия в тъмницата на Цезаровата кула на замъка Уорик, Централна Англия. Достъпът до килията представлява дупка в тавана, затворена с метална решетка. Дори да се обърнеш (или да се движиш въобще) би било почти невъзможно в тази миниатюрна стая.

## В литературата
Ублиетите и тъмниците са популярна тема в готическите и историческите романи от XIX в., където те се появяват като символи на скрита жестокост и тиранична власт - антитезите на добродетелите през Просвещението като свобода и правда.
Намиращи се по принцип под средновековни замъци или абатства, те се използват от антагонисти (често католически монаси или инквизитори) за гонения на невинни хора. В романа „Кралица Марго“ на Александър Дюма Катерина Медичи злорадо се наслаждава на страданията на жертва в облиетите на Лувъра.

## Прочути тъмници
- Замъкът Иф, в който дълги години „гние“ героя Едмон Дантес от романа на Александър Дюма – Граф Монте Кристо.
- Тауър
- Бастилия
- Лубянка
- Балдуинова кула
- Алкатрас
- Ичкале
- Синг Синг
- Бутирка